# Eudule trichoptera
Eudule trichoptera är en fjärilsart som beskrevs av Perty 1833. Eudule trichoptera ingår i släktet Eudule och familjen mätare. Inga underarter finns listade i Catalogue of Life.